# Hitachi (przedsiębiorstwo)
Hitachi, Ltd. (jap. 株式会社日立製作所 Kabushiki-kaisha Hitachi Seisakusho) – koncern technologiczny z siedzibą w Tokio, oferujący produkty w większości krajów na świecie, w tym w Polsce. Grupę Hitachi w Europie stanowi 150 spółek zatrudniających ponad 32 tysiące pracowników. Przedsiębiorstwo prowadzi aktywną działalność badawczo-rozwojową w kilku centrach w Azji, Europie oraz Ameryce Północnej.

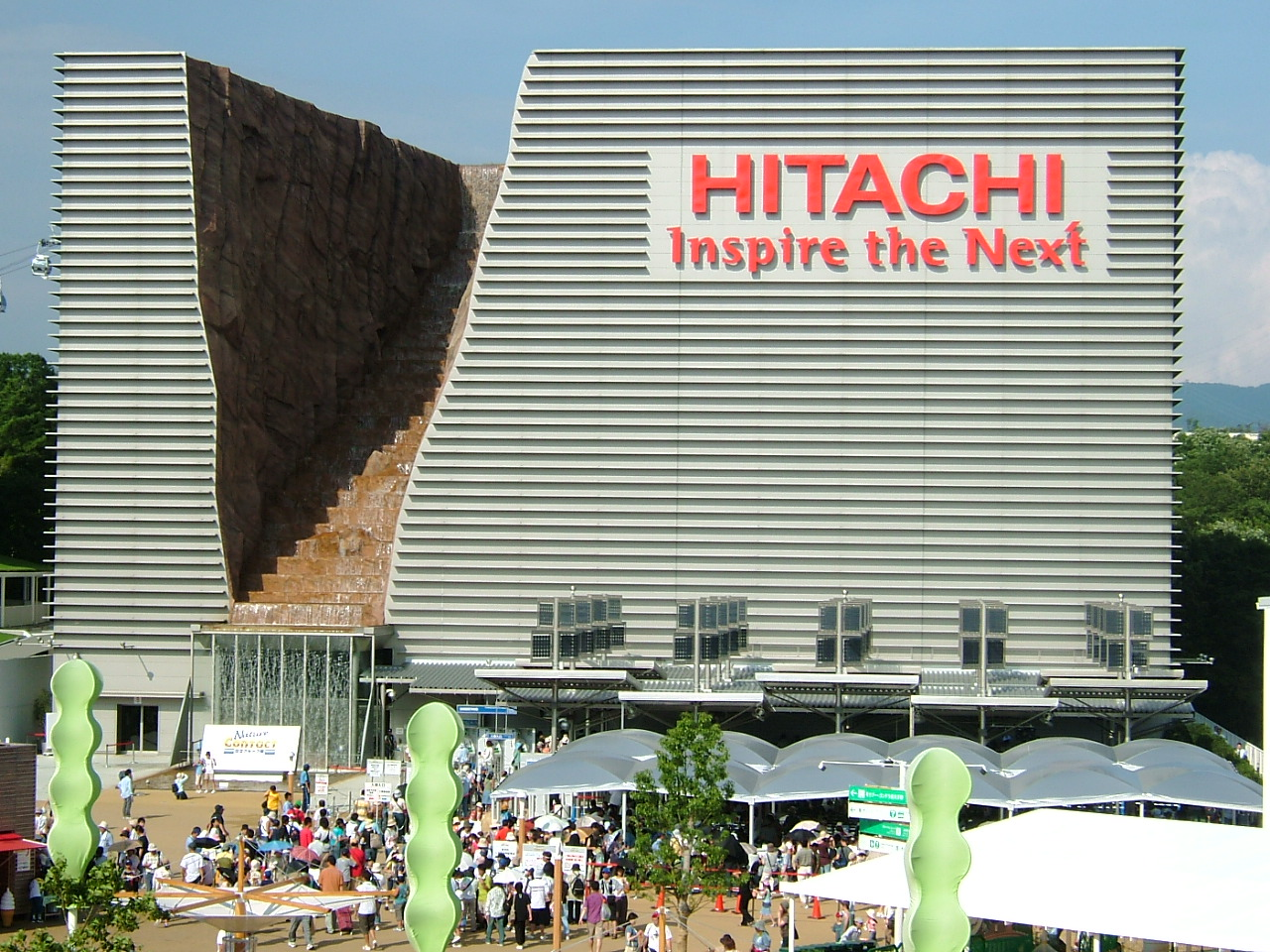
Pawilon Hitachi podczas Expo 2005 w Aichi

Hitachi dostarcza swoje produkty dla wielu obszarów, m.in.:
- IT – pamięć masowa, serwery, systemy biometryczne, chmura obliczeniowa, sztuczna inteligencja
- Energetyka – elektrownie konwencjonalne i jądrowe, turbiny, transport energii, oprogramowanie dla całego łańcucha dostaw energii
- Budownictwo – maszyny budowlane, elektronarzędzia, windy
- Kolej – pociągi dużych prędkości 'Shinkansen', składy metra oraz systemy kontroli jazdy
- Motoryzacja – elektronika samochodowa, komponenty i systemy dla przemysłu motoryzacyjnego
- Przemysł – drukarki przemysłowe, maszyny przemysłowe, systemy Internetu Rzeczy (IoT)
- Elektronika konsumencka – sprzęt RTV i AGD, m.in., lodówki, zmywarki, pralki, klimatyzatory, telewizory, wyświetlacze, kamery, baterie i nośniki pamięci
- Sprzęt medyczny – aparatura do rezonansu magnetycznego, USG itp.
- Sprzęt badawczo-naukowy – mikroskopy, chromatografy, spektrometry itp.
- Materiały i komponenty wysokofunkcyjne – kable i przewody, metale specjalne, półprzewodniki

W Polsce działają następujące spółki Grupy Hitachi:
- Hitachi Limited S.A. Oddział w Polsce
- Hitachi Europe Limited Sp. z o.o. Oddział w Polsce
- Hitachi Vantara Polska Sp. z o.o. (poprzednio Hitachi Data Systems Sp. z o.o.) – rozwiązania z zakresu zarządzania IT, infrastruktury IT, systemów obiektowych, analityki danych oraz Internetu Rzeczy (IoT)
- Hitachi Energy Poland Sp. z o.o. oraz Hitachi Energy Services Sp. z o.o. – produkty, systemy, serwis oraz oprogramowanie dla całego łańcucha dostaw energii elektrycznej
- Hitachi Astemo Poland Sp. z o.o. – zaawansowane rozwiązania w zakresie mobilności w dziedzinie elektryfikacji, autonomicznej jazdy i łączności
- HiKoki Power Tools Pols Sp. z o.o. (poprzednio Hitachi Koki oraz Hitachi Power Tools Polska) – producent elektronarzędzi
- Hitachi Rail (dawniej GTS) od 01.06.2024[2]
- Hitachi Capital Polska Sp. z o.o. – spółka zależna od Hitachi Capital Ltd. specjalizująca się w wynajmie samochodów, jest także właścicielem Planet Car Lease Polska Sp. z o.o.[3]